# حرب (فلم 2019)
حرب هو فلم أكشن إثارة هندي من إخراج سيدهارث أناند وبطولة هريثيك روشان،تايجر شروف،فاني كابور،أشوتوش رنا وسوني رزدان.تم عرض الفلم في 2 أكتوبر 2019.

## روابط خارجية
- حرب على موقع IMDb (الإنجليزية)
- حرب على موقع روتن توميتوز (الإنجليزية)
- حرب على موقع قاعدة بيانات الفيلم (الإنجليزية)
- حرب على موقع ليتربوكسد (الإنجليزية)
- حرب على موقع كينوبويسك (الروسية)